# Dominique Bonnaud
Pour les articles homonymes, voir Bonnaud (homonymie).
Marie Jean Baptiste Dominique Bonnaud est un chansonnier, poète et goguettier français et montmartrois né le 3 janvier 1864 à Paris 16e et mort le 17 avril 1943 à Paris 9e. Il est membre de la goguette du Cornet et fonde en 1904 avec Numa Blès le cabaret La Lune rousse.

## Biographie

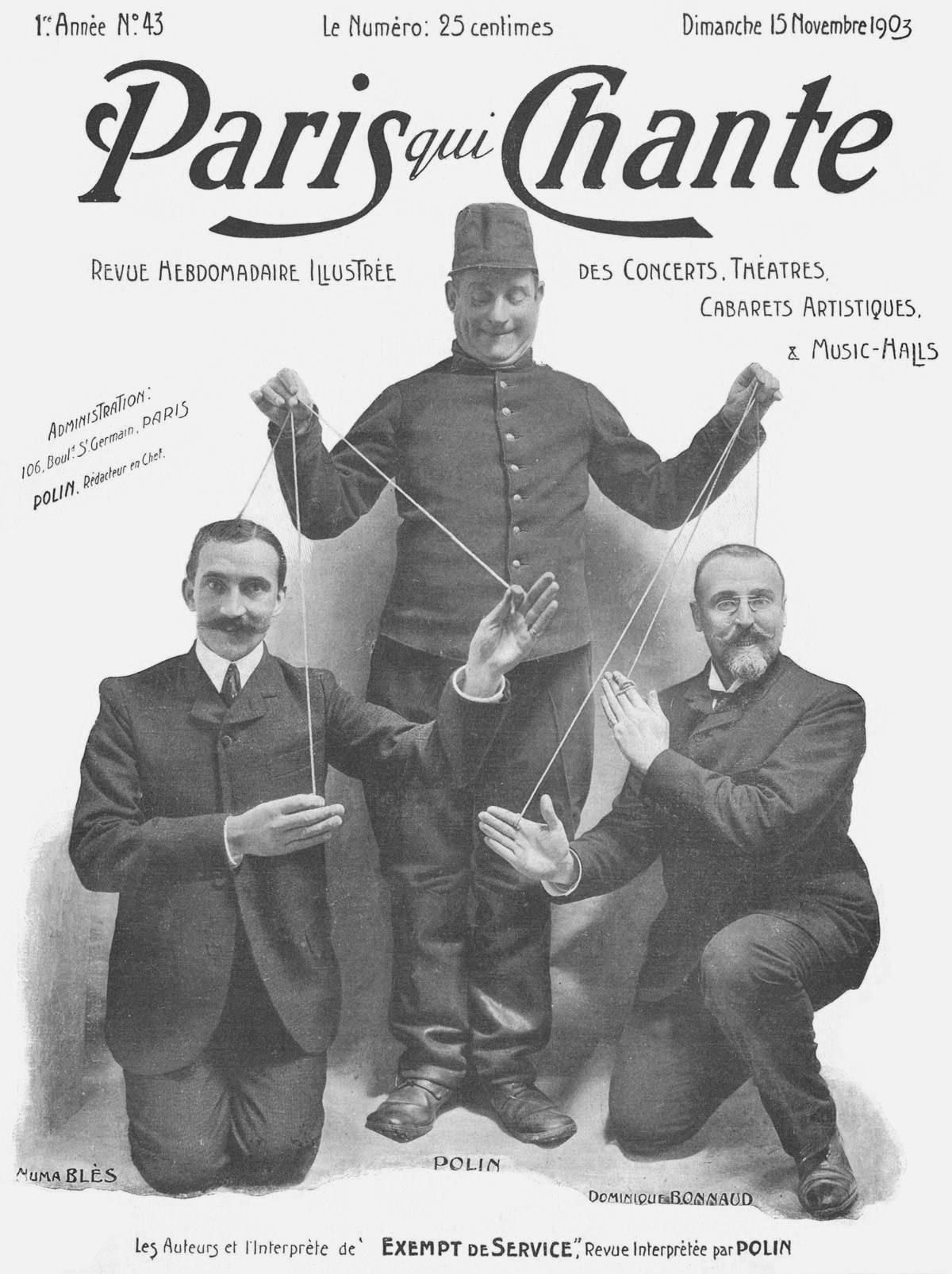
De gauche à droite : Numa Blès, Polin et Dominique Bonnaud en 1903

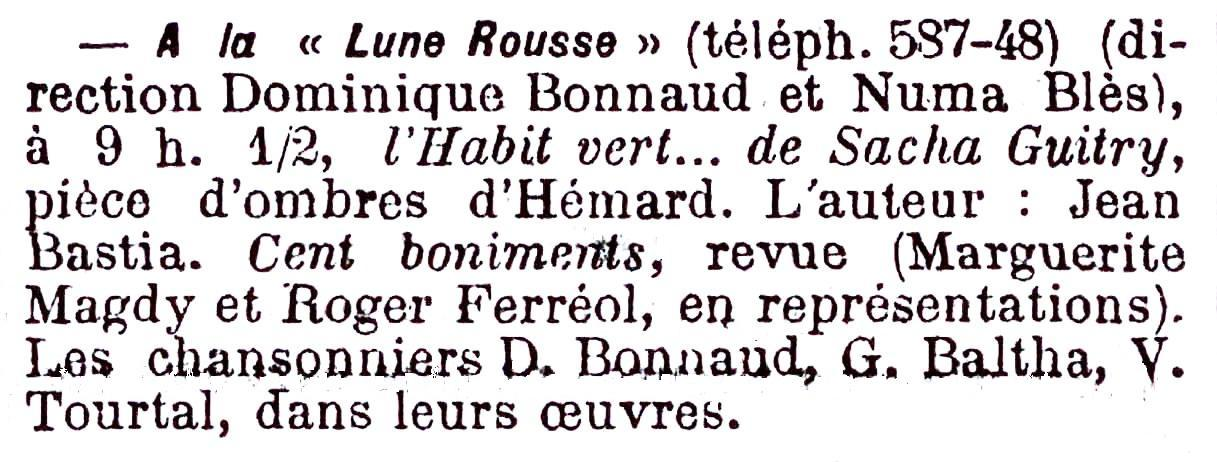
Un programme de La Lune Rousse paru dans Le Figaro en 1913.

Dominique Bonnaud est le fils d'un chef de bureau de la Grande Chancellerie de la Légion d'honneur.
D'abord chroniqueur de la revue La France, il est à ses débuts secrétaire du prince Roland Bonaparte, géographe et botaniste. Un voyage aux États-Unis et au Canada en sa compagnie lui inspire un livre : D'océan à océan, préfacé par Armand Silvestre.
Appelé par Rodolphe Salis, il fait ses débuts de chansonnier au cabaret Le Chat noir à Montmartre en 1895.
Vers 1897, il se produit sous l'impulsion de Victor Meusy directeur du Cabaret Le Chien Noir situé dans les locaux du foyer du Nouveau Cirque, rue Saint-Honoré, aux côtés de Jules Jouy, Jacques Ferny, Jules Moy, Georges Fragerolle, Paul Delmet, Vincent Hyspa et beaucoup d'autres dont Théodore Botrel qui en était l'actionnaire majoritaire depuis le 1er avril 1897 (bulletin municipal de Paris du 13/02/1897). La troupe, augmentée de quelques unités, remonte ensuite sur la Butte pour « débuter » au Trianon et dans la grande salle de l'Élysée-Montmartre. Preuve de notoriété, des charrettes-sandwiches promènent dans Paris les portraits de ces artistes en redingote, plus grands que nature, peints par Jules Grün.
Après deux saisons, dans ce vaste cadre, il réintègre des cabarets plus discrets, où il se produira jusqu'en 1904 : Les Quat'z'Arts, le Carillon (direction Millanvoye), Les Noctambules, Le Tréteau de Tabarin, Le Conservatoire de Montmartre et enfin La Boîte à Fursy.
En 1898, avec Xavier Privas, Georges Baltha et d'autres, il fonde le Cabaret des Arts.
En 1904, il fonde le Logiz de la Lune Rousse avec Numa Blès, au no 36 du boulevard de Clichy. Transféré rue Pigalle, il le dirige en collaboration avec Georges Baltha, puis avec Léon Michel, lequel par la suite présidera seul aux destinées de cette « Comédie-Française de la Chanson », comme se plaisent à le nommer Maurice Donnay, Romain Coolus ou encore Sacha Guitry.
Dominique Bonnaud est admis à la goguette du Cornet lors de son 180e dîner, organisé le 1er avril 1914 à la Taverne de Paris, 3 avenue de Clichy. Il y entre ce soir-là, ainsi que son ami Numa Blès, Henry Grégoire et Louis Schmoll, tous très applaudis. Il prononce un compliment à cette occasion.
Durant la guerre de 1914-1918, Dominique Bonnaud se met au service de Léon Mirman, préfet volontaire de Meurthe-et-Moselle. Il écrit alors des poèmes graves et lyriques dans lesquels Bonnaud a fixé des émotions et des impressions directement ressenties.
En 1925, Bonnaud publie ses souvenirs dans la revue Les Annales sous le titre La Fin du Chat noir ou Les Derniers Mohicans de la butte. En 1930, il publie Montmartre d'hier, illustré de portraits de ses amis disparus.
Dominique Bonnaud exerce avec un succès toujours croissant sa verve féconde, fantaisiste, incisive et sympathique sur les présidents de la République, sur les souverains de passage, sur les scandales du jour et de la nuit. Son œuvre chansonnière forme une chronique souriante d'une grande partie de l'histoire de la Troisième République.
Il collabore à de nombreux médias, au moins jusqu'en mai 1933, non seulement au Carnet de la semaine ou à Fantasio, mais aussi à Radio Paris où ses chroniques parlées, rimées, chantées remportent beaucoup de succès auprès des auditeurs. Cette année-là, la Comédie-Française représente avec succès une pièce en vers qu'il a écrit avec Pierre Varenne à la mémoire de François Coppée, avec lequel il avait noué une amitié solide : Poètes.
Quand il meurt à Paris en 1943, à l'âge de 79 ans, il est président d'honneur de l'Association amicale des chansonniers de cabaret.

## Témoignages
En 1900, Numa Blès écrit :

« Bonnaud, que ses parents nommèrent Dominique,

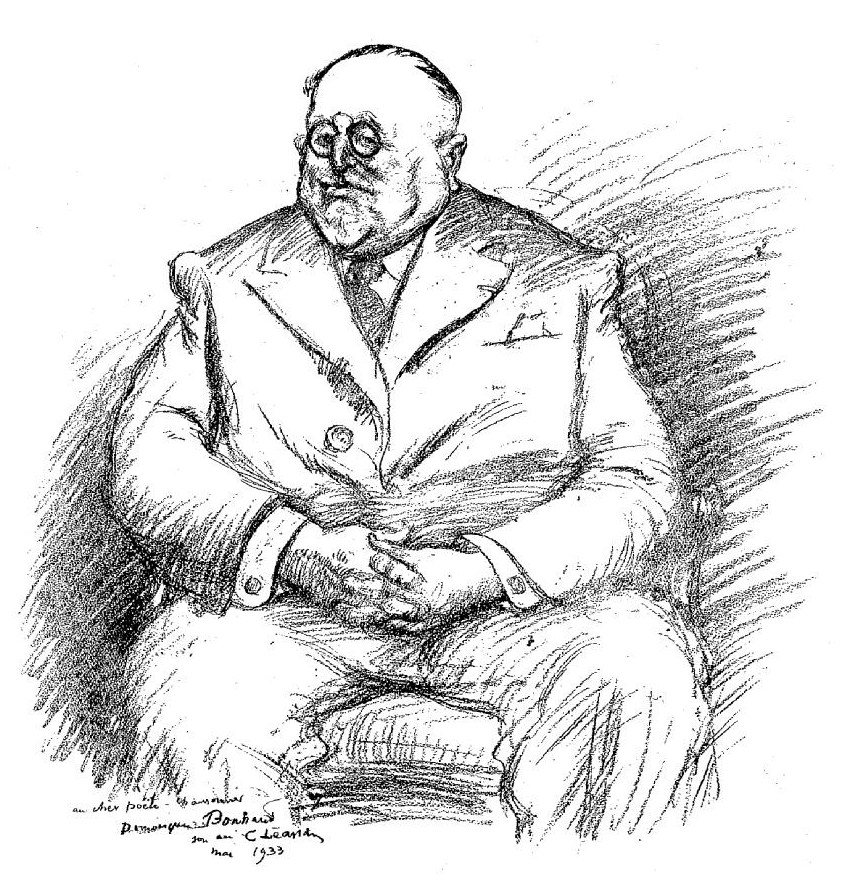
Dominique Bonnaud vu par Charles Léandre en 1933

A conquis à Montmartre un renom d'homme inique

Pour avoir quelquefois piqué jusques au vif

Plus d'un concitoyen de son style incisif ! 

Tout jeune, il eut l'honneur, qui certes n'est pas mince, 

En de lointains pays d'accompagner un prince ! 

Il visita l'Asie et l'Inde et le Brésil ; 

Et déjà, s'il n'avait pas beaucoup de braise, il

Se consolait gaiment d'une chanson badine. 

Aujourd'hui qu'il a pris du ventre, il tabarine

Et vient, sur les tréteaux, apporter chaque soir

La contribution directe du Chat-Noir. »

Le 28 mai 1921, Régis Messac écrit dans la Liberté :

« [...] Dominique Bonnaud, lui, a la manière et la bonne. Il pince. Il pique. Il fait rire. »

En mai 1933, Georges Chepfer écrit dans Le Cornet :

« [...] Il est lui-même et avant tout : le poète. Sa lyre est toujours au service de son cœur pitoyable et vibrant, le sourire blagueur s'esquisse et s'épanouit bien souvent pour ne pas permettre à la larme qui perle de descendre derrière l'observatoire de son binocle haut perché. Qualité exquise ! Dominique est bien de chez nous. »

## Portrait de Dominique Bonnaud en 1905

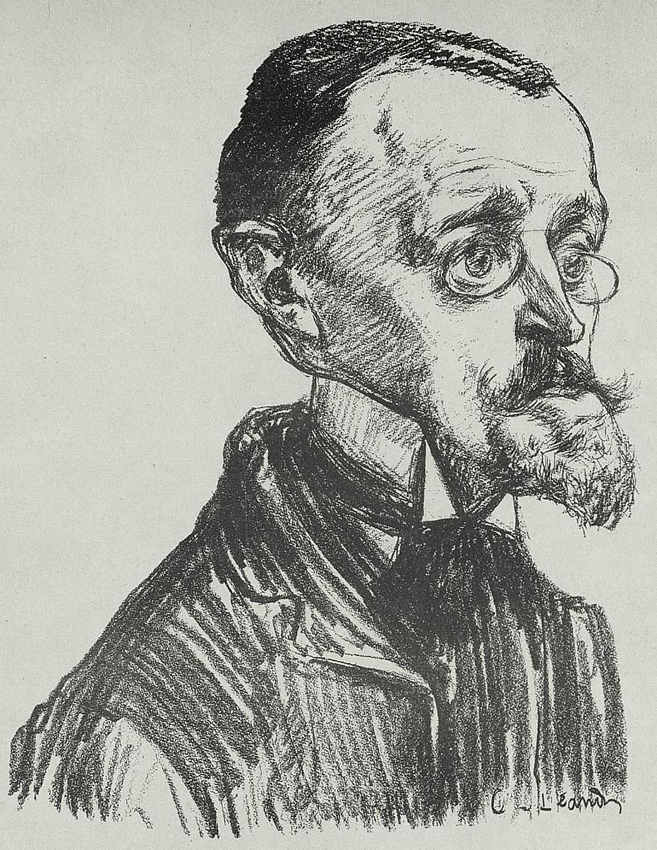
Portrait de Dominique Bonnaud par Charles Léandre (1902).

Maurice Prax écrit :
Un autre maitre de la chanson rosse est M. Dominique Bonnaud. M. Dominique Bonnaud a l'air d'un chef de bureau du Mont-de-piété. Le cheveu court, la moustache dure, le regard perçant et dénicheur derrière les lorgnons, le profil prononcé, il semble vouloir dire sans cesse : « Donnez-moi donc le dossier... » Mais ce n'est pas cela qu'il dit. Il dit des chansons. Il chante les Députés :
Croyez-vous que pour vingt-cinq francs

On va vous donner des génies.
Il célèbre M. Loubet :
Accordez la lyre d'Homère et de Virgile,

Muses, je m'en vais chanter Loubet, Émile,

Cet homme éminent, fils de Montélimar,

Soleil du Midi, nec pluribus impar.....
Il nous conte les « joies du café-concert », nous dit des choses bizarres sur M. Jean Lorrain et sur M. de Max et nous fait rire. Il a de l'esprit, de la verve et de l'à-propos. Il devrait faire les chansons de M. Fursy.

## Exemple de l'humour de Bonnaud

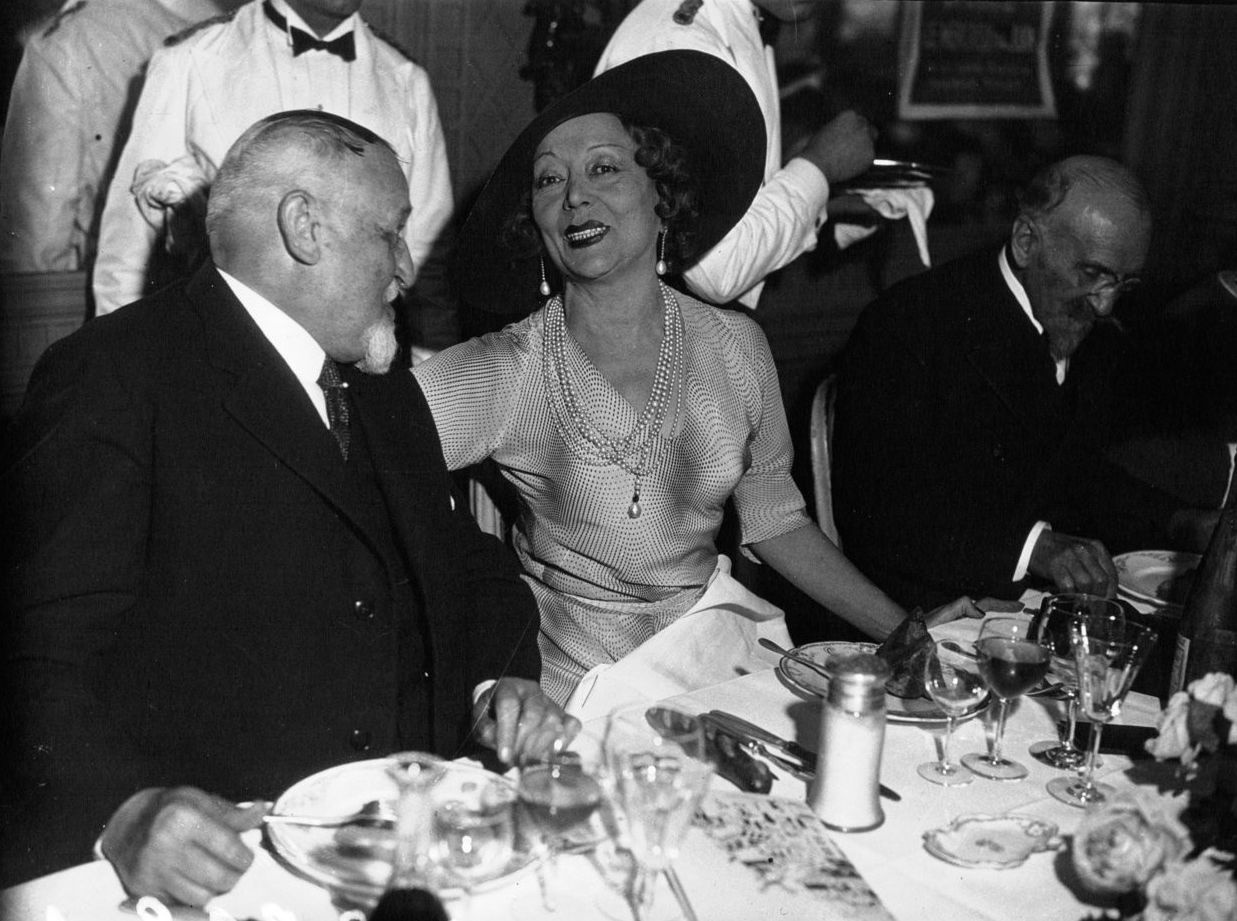
Dominique Bonnaud, Cécile Sorel et Jacques Ferny en 1933.

Quatrième et dernier couplet d'une chanson consacrée à la visite du roi d'Angleterre Édouard VII à Paris en 1903 :
Vers le salon de la gare
Le roi se rend tranquillement.
Bras d'ssus, bras d'ssous avec notre Président.
Tous deux s'offrent des cigares.
Puis ils fument à qui mieux mieux,
Pendant que Monsieur Mollard crachait pour eux.
Tous deux montent en voiture.
Troude galopait devant,
Le roi dit : « Quell' bonn' figure,
Chez nous, dans les anciens temps.
Le grand Monck eut seul des piqueurs si brillants. »
— Ah ! sir', répond l' Président.
En histoir' je n' suis pas un savant,
Et surtout là-d'ssus
Soyez convaincu
Que j'ignor' quel genre de Troude Monck eut !

## Œuvres
Sur le catalogue en ligne de la BNF, on obtient 77 notices au nombre desquelles :
- Dominique Bonnaud, Numa Blès, Lucien Boyer, Ulysse à Montmartre : Légende néo-grecque en un prologue et 3 tableaux, créée au théâtre d'ombres du Logiz de la Lune rousse le 9 septembre 1910, éd. La Lune rousse, 34 pages[19] ;
- Sœur Marie de Saint-Pierre, éditions du Cerf, Paris, 1934, 61 pages[20] ;
- Maurice Donnay, Dominique Bonnaud, Vincent Hyspa, L'Esprit montmartrois, Laboratoires Carlier, St-Florentin, 1936, 168 pages[21].

## Chansons et poésies

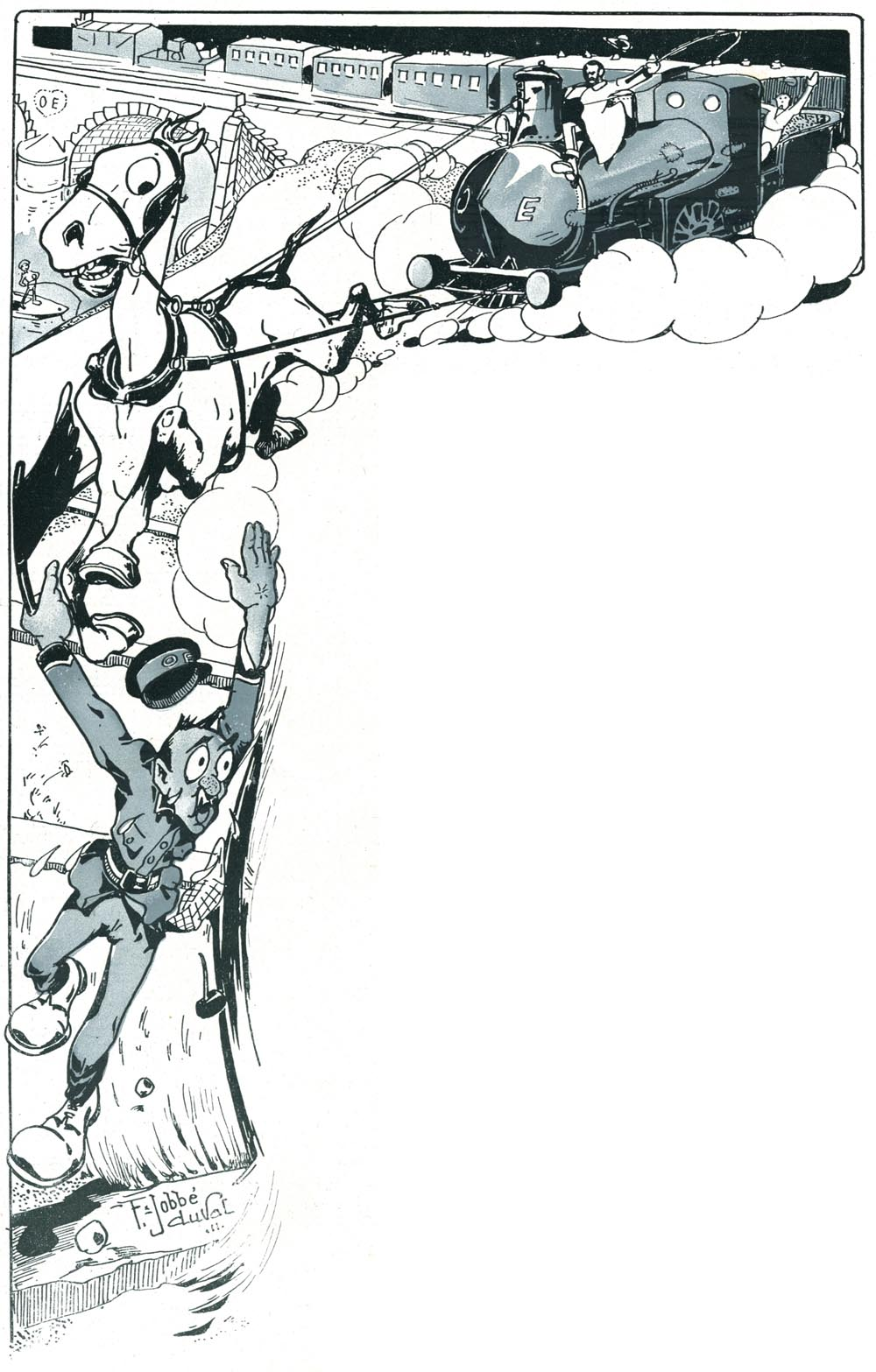
Illustration de Jobbé-Duval pour Le Circuit de l'Ouest.

- Le Circuit de l'Ouest, sur l'air de La Légende de saint Nicolas ;
- La Diva de l'Empire, marche chantée dans la revue Dévidons la bobine, paroles de Dominique Bonnaud et Numa Blès, musique d’Erik Satie ;
- Exempt de service, fantaisie-revue en un acte de Dominique Bonnaud et Numa Blès, musique de E. Bonnamy, créée par Polin ;
- Fausse Alerte, sur l'air de I'm'répondit rien, rien, rien ;
- Le Fort Chabrol d'Usseau, sur l'air du Clairon de Paul Déroulède ;
- Histoire bretonne, racontée par un homme du Midi avec l’assent (SVP), chanson de Dominique Bonnaud, sur un vieil air provençal arrangé par Adolf Stanislas ;
- Le Jour de l'An, monologue humoristique dans la manière de Jehan Rictus ;
- Jour d'exposition ;
- Le Mariage démocratique ;
- Ouest-État, paroles de Dominique Bonnaud et Numa Blès, musique d’Adolf Stanislas ou sur l’air de Ah ! Mesdam’s, voilà du bon fromage ! ;
- Les Parents de Province, chanson humoristique de Dominique Bonnaud et Numa Blès, musique de Henri Christiné ;
- La Vie de château, chanson satirique de Dominique Bonnaud sur l'air Les Parents de province, musique de Henri Christiné ;
- Petit sonnet sauce Coppée ;
- Le Régiment moderne, paroles de Dominique Bonnaud et Louis Tournayre, musique d'Émile Spencer ;
- Les Retraites ouvrières, musique de J.-M. Rouvier ;
- La Ronde de Pont-à-Mousson, paroles de Dominique Bonnaud, musique d’Adolf Stanislas (opus 36), répertoire Lucy Pezet.
- Histoire bretonne. « Racontée par un homme du midi avec l'Assent, SVP. Chanson de Dominique Bonnaud. Vieil air provençal arrangé par Adolph Stanislas[23].

## Enregistrements
- Le Palace des Russes à Paris (1940) - disque 78 tours - Lumen 33050[24]

## Filmographie
- 1931 : Il est charmant de Louis Mercanton - Un buste chantant
- 1934 : Voilà Montmartre de Roger Capellani

## Iconographie
- Agence de presse Meurisse : Dominique Bonnaud, Cécile Sorel et Jacques Ferny (Gallica IFN-9027191)

## Pour approfondir